# L'amica di mio marito (film 1973)
L'amica di mio marito (Frank en Eva) è un film del 1973 diretto da Pim de la Parra. Rappresentò l'esordio sul grande schermo dell'attrice olandese Sylvia Kristel.

## Trama
La pellicola narra la storia di Frank, modesto impiegato che trascura la bella moglie Eva per dedicarsi agli amori mercenari ed alle sbronze con gli amici. Rimasto povero, gli viene tagliata la corrente elettrica, ma rinuncerà ai suoi vizi solo quando un amico morente lo riconduce alla retta via. Infatti a nulla erano valsi i precedenti tentativi della partner, che aveva cercato dapprima di diventare madre sospendendo l'uso della pillola e poi di farlo ingelosire andando con altri uomini.